# Karl Ernst Rahtgens
Karl Ernst Rahtgens, född 27 augusti 1908 i Lübeck, död 30 augusti 1944 i Plötzenseefängelset, var en tysk överstelöjtnant i Wehrmacht.
Rahtgens var invigd i planerna på att döda Adolf Hitler i samband med 20 juli-attentatet. Han greps i Belgrad, ställdes inför Volksgerichtshof och dömdes till döden.

### Webbkällor
- ”Karl Ernst Rahtgens” (på tyska). Gedenkstätte Deutscher Widerstand. Arkiverad från originalet den 12 juni 2014. https://www.webcitation.org/6QHUVFhQl?url=http://www.gdw-berlin.de/nc/de/vertiefung/biographien/biografie/view-bio/rahtgens/. Läst 12 juni 2014.